# Волошинов Євдоким Гнатович
Волошинов Євдоким Гнатови (1823/1824- 23.11.1913, Харків) - художник, майстер натюрморту.

## Біографія
Навчався у Петербурзькій  Академії мистецтв (з 1846) у відомого пейзажиста Воробйова М.Н. У 1850 отримав звання художника за «Перспективний вид інтер’єру  Академічної церкви». Жив та працював у Харкові.
Волошинов – один з найвидатніших майстрів академічного натюрморту ІІ половини ХІХ – поч. ХХ століття. Художник зробив великий внесок у розвиток  цього жанру, який (особливо в даний період) мав чи не найменшу популярність серед митців та шанувальників мистецтва. Своїми творами довів, що натюрморт може бути гідний уваги не менш, ніж інші жанри. Саме завдяки неабиякій майстерності йому вдалося створити довершені художні зразки. Він оспівував красу дарів рідної природи, не завжди помітну у плині повсякденності («Гарбузи»).
Працював Волошинов і в інших жанрах. Його художній спадок становить понад 400 робіт (не тільки натюрморти, а й інтер’єри, пейзажі), з яких до нашого часу дійшла лише незначна частина. Але він вважається одним з неперевершених майстрів саме натюрморту. Відомі, зокрема, роботи, що зберігаються у музеях Харкова і Алупки. Особливо вирізняються роботи з Сумського художнього музею ім. Н. Онацького та з Лебединського ім. Б. Руднєва, у яких найбільш яскраво виявився професійний рівень академічної майстерності  живописця.
Цікавим поєднанням жанрів є так звані «пейзажні натюрморти», де з ювелірною ретельністю і увагою до найменших і ніби «незначних» деталей зображена жива природа («Будяк»). Писав Волошинов і пейзажі. В казковій «Місячній ночі» художник продемонстрував володіння всім тональним багатством монохромної колористичної гами. Композиціям майстра властива реалістична простота і, водночас, виразність барв, навіть певна декоративність, що робить їх справжніми живописними перлинами («Яблука і кавуни», «Цибуля»). Картини з Сумського художнього музею дають можливість скласти уявлення про гуманістичну спрямованість, талановитість та професіоналізм їх автора.  
Важливою сторінкою життя художника була також і педагогічна діяльність – викладання у Харківському інституті шляхетних панянок, у Харківському ветеринарному інституті (з 1865).